# Eloy Moreno Olaria
Eloy Moreno Olaria   (Castelló de la Plana, 12 de gener de 1976) és un escriptor valencià en llengua castellana que es va donar a conèixer després de la publicació de la seva primera novel·la, titulada El bolígrafo de gel verde, traduïda al català com El bolígraf de tinta verda. També ha escrit diversos relats curts. Amb un d'aquests, La cama creciente, va aconseguir guanyar el II Concurs de Relat Curt 2008 organitzat pel Casal Jove de Castelló en la categoria de 19 a 35 anys. A més a més, escriu articles d'opinió al seu blog Tercera opinión, que va ser guardonat amb el premi de millor blog a la 2a edició d'«1 año en 1 post» de la web Atrápalo.

## El bolígraf de tinta verda
La versió en castellà de la novel·la va ser inicialment editada pel mateix autor i arribà a vendre'n més de 3.000 exemplars. Aquest èxit, junt amb la tasca de difusió realitzada mitjançant les xarxes socials, va fer que l'editorial Espasa decidís reeditar la novel·la, que va ser llançada el 13 de gener de 2011 amb una nova portada i petits canvis d'edició. Se n'han venut més de 200.000 exemplars i n'ha adquirit els drets de publicació el grup editorial Penguin Random House. Durant el mes del seu llançament amb Espasa va ser la novel·la més venuda d'Espanya. La traducció al català, feta per Mercè Santaulària, va ser publicada el 22 de setembre de 2011. També ha estat traduïda a l'italià i a l'holandès amb els noms de Ricomincio da te i De groene pen, respectivament, entre d'altres llengües.

## Obra publicada
- 2009: El bolígrafo de gel verde (versió en català: El bolígraf de tinta verda, 2011)
- 2013: Lo que encontré bajo el sofá
- 2015: Cuentos para entender el mundo (versió en català: Contes per entendre el món, 2016)
- 2015: El regalo
- 2016: Cuentos para entender el mundo 2 (versió en català: Contes per entendre el món 2, 2017)
- 2018: Invisible (versió en català: Invisible, 2020)
- 2018: Cuentos para entender el mundo 3
- 2019: Tierra
- 2021: Juntos, col. Cuentos para contar entre dos (versió en català: Junts, 2021, col. Contes per a contar entre dos)
- 2021: Diferente
- 2021: Lo quiero todo, col. Cuentos para contar entre dos (versió en català: Ho vull tot, 2021, col. Contes per a contar entre dos)
- 2022: Invisible, col. Cuentos para contar entre dos (versió en català: Invisible, 2022, col. Contes per a contar entre dos)